# No problem - W l'Italia
No problem - W l'Italia è un programma radiofonico in onda il venerdì, il sabato e la domenica dalle 11 alle 13 su RTL 102.5. É attualmente condotto da Carolina Rey, Charlie Gnocchi, Paolo Cavallone, Carlo Elli e Grant Benson. Il programma inizia le trasmissioni a gennaio 2005 solo nel week-end, occupando lo stesso orario dello storico programma W l'Italia, per poi andare in onda anche il venerdì a partire dal 2011 (fino a quell'anno il venerdì era trasmesso W l'Italia). La sua formula originale, mantenuta fino a dicembre 2009, lo vedeva come un programma dedicato ai piccoli annunci (ricerca di lavoro, di amicizie e di amore...) e pubblicità per le piccole attività (rubrica "No business no problem"). Storico conduttore è stato Charlie Gnocchi. Negli anni si sono succeduti in conduzione: Charlie Gnocchi da solo (febbraio 2005 - agosto 2007), Charlie Gnocchi e Ana Laura Ribas (settembre 2007 - gennaio 2009), Ana Laura Ribas e Alessandro Greco (30 gennaio 2009 - luglio 2009), Alessandro Greco da solo (settembre - dicembre 2009), Giorgia Surina e Giorgio Ginex (gennaio 2010), Giorgia Surina e Gigio d'Ambrosio (febbraio - aprile 2010). Durante il 2013 e il 2014 il duo Greco-Gnocchi è stato affiancato alternamente la domenica da Federico Vespa e Georgia Luzi.
Dall'autunno 2022, la coppia Gnocchi-Greco sono sospesi dal programma, sia per la conduzione di Greco di Cook40' su Rai 2 e sia per Gnocchi come concorrente della settima edizione del Grande Fratello VIP su Canale 5. La conduzione passa così a Carolina Rey e Mario Vai.
È anche in radiovisione sul canale 736 di Sky e sul canale 36 del digitale terrestre, e della piattaforma Tivùsat.

## Edizioni
| Edizioni      | Messa in onda | Conduttori      | Conduttori       | Conduttori      | Conduttori      | Conduttori       |
| ------------- | ------------- | --------------- | ---------------- | --------------- | --------------- | ---------------- |
| 2005-2006     | Sab-Dom       | Charlie Gnocchi | –                | –               | –               | –                |
| 2006-2007     | Sab-Dom       | Charlie Gnocchi | –                | –               | –               | –                |
| 2007-2008     | Sab-Dom       | Charlie Gnocchi | –                | Ana Laura Ribas | Ana Laura Ribas | Ana Laura Ribas  |
| 2008-2009     | Sab-Dom       | Charlie Gnocchi | –                | Ana Laura Ribas | Ana Laura Ribas | Ana Laura Ribas  |
| 2009-2010     | Sab-Dom       | Charlie Gnocchi | Alessandro Greco | Giorgia Surina  | Giorgio Ginex   | Gigio D'Ambrosio |
| 2010-2011     | Sab-Dom       | Charlie Gnocchi | Alessandro Greco | –               | –               | –                |
| 2011-2012     | Ven-Dom       | Charlie Gnocchi | Alessandro Greco | –               | –               | –                |
| 2012-2013     | Ven-Dom       | Charlie Gnocchi | Alessandro Greco | –               | –               | –                |
| 2013-2014     | Ven-Dom       | Charlie Gnocchi | Alessandro Greco | Federico Vespa  | Georgia Luzi    | Georgia Luzi     |
| 2014-2015     | Ven-Dom       | Charlie Gnocchi | Alessandro Greco | –               | –               | –                |
| 2015-2016     | Ven-Dom       | Charlie Gnocchi | Alessandro Greco | –               | –               | –                |
| 2016-2017     | Ven-Dom       | Charlie Gnocchi | Alessandro Greco | –               | –               | –                |
| 2017-2018     | Ven-Dom       | Charlie Gnocchi | Alessandro Greco | –               | –               | –                |
| 2018-2019     | Ven-Dom       | Charlie Gnocchi | Alessandro Greco | –               | –               | –                |
| 2019-2020     | Ven-Dom       | Charlie Gnocchi | Alessandro Greco | –               | –               | –                |
| 2020-2021     | Ven-Dom       | Charlie Gnocchi | Alessandro Greco | –               | –               | –                |
| 2021-2022     | Ven-Dom       | Charlie Gnocchi | Alessandro Greco | –               | –               | –                |
| 2022-2023     | Ven-Dom       | Mario Vai       | Carolina Rey     | –               | –               | –                |
| 2023-2024     | Ven-Dom       | Charlie Gnocchi | Carolina Rey     | Luca Viscardi   | Luca Viscardi   | Luca Viscardi    |
| 2024-in corso | Ven-Dom       | Charlie Gnocchi | Carolina Rey     | Paolo Cavallone | Carlo Elli      | Carlo Elli       |